# SN 2001im
SN 2001im – supernowa typu IIb odkryta 21 listopada 2001 roku w galaktyce A020416+0039. W momencie odkrycia miała maksymalną jasność 21,00m.